# جيري فرنسيس
جيري فرنسيس (بالإنجليزية: Gerry Francis)‏ (6 ديسمبر 1933 في جنوب أفريقيا - 10 مايو 2025) هو لاعب كرة قدم بريطاني في مركز الوسط. لعب مع ليدز يونايتد ونادي يورك سيتي.

## وصلات خارجية
- جيري فرنسيس على موقع قاعدة بيانات كرة القدم.إي يو (الإنجليزية)